# ديفيد دي ميكيلي
ديفيد دي ميكيلي (بالإيطالية: David Di Michele)‏ (6 يناير 1976 إيطاليا - ) هو لاعب كرة قدم إيطالي، يلعب كمهاجم.

## روابط خارجية
- ديفيد دي ميكيلي على موقع الاتحاد الأوربي (الإنجليزية)
- ديفيد دي ميكيلي على موقع قاعدة بيانات كرة القدم.إي يو (الإنجليزية)
- ديفيد دي ميكيلي على موقع ناشيونال فوتبول تيمز (الإنجليزية)
- ديفيد دي ميكيلي على موقع Soccerbase.com (لاعب) (الإنجليزية)
- ديفيد دي ميكيلي على موقع Soccerway.com (الإنجليزية)
- ديفيد دي ميكيلي على موقع عالم كرة القدم.نت (الإنجليزية)